# Pauline Black
Pour les articles homonymes, voir Vickers et Black.
 (novembre 2021).
Si vous disposez d'ouvrages ou d'articles de référence ou si vous connaissez des sites web de qualité traitant du thème abordé ici, merci de compléter l'article en donnant les références utiles à sa vérifiabilité et en les liant à la section « Notes et références ».
Pauline Black, de son vrai nom Pauline Vickers, est une chanteuse et actrice née le 23 octobre 1953 à Coventry, Warwickshire.

## Biographie
Née d'un père nigérien et d'une mère anglaise, Pauline Black est adoptée très jeune par un couple blanc.
Après des études de biochimie, elle travaille comme radiologue dans un hôpital de Coventry, ville à laquelle elle reste très attachée. Elle commence à se produire dans des clubs de la ville, adoptant pour l'occasion le pseudonyme de Pauline Black, pour éviter que son véritable nom soit reconnu de ses employeurs.
Au début des années 1980, Pauline Black rejoint le groupe de ska, The Selecter. Habillée d'un costume étroit et coiffée du « pork pie hat » (chapeau aux bords étroits, emblématique des groupes du genre), elle devient, grâce à sa voix, un élément essentiel du groupe. Elle est aussi l'une des rares voix féminines du ska.
The Selecter se sépare en 1981, après l'échec commercial de leur second album et dix-huit mois d'existence seulement. Pauline mène alors une courte carrière solo (qu'elle qualifiera de nulle par la suite), puis s'oriente vers le théâtre, la télévision et la radio.
C'est ainsi qu'elle présente sur Channel 4 une émission appelée Black on Black, ainsi qu'un jeu pour enfants baptisé Hold Tight sur ITV.
Elle remporte en 1991 le Time Out award de la meilleure actrice pour son portrait de Billie Holiday dans une pièce intitulée All or Nothing At All. La même année, Pauline est à l'origine de la reformation de The Selecter.
En 1994, elle tourne Funny Man, un film d'horreur avec Christopher Lee.